# Il mistero dell'isola dei gabbiani
Il mistero dell'isola dei gabbiani è un film del 1966 diretto da Freddie Francis e tratto dal romanzo A Taste for Honey di H. F. Heard. Il film è interpretato da Suzanna Leigh, Guy Doleman e Frank Finlay. La sceneggiatura originale era opera di Robert Bloch, ma è stata riscritta da Anthony Marriott. 
Il romanzo di Heard, che era una sorta di pastiche alla Sherlock Holmes, era stato precedentemente adattato per la televisione in un episodio della serie The Elgin Hour intitolato "Sting of Death" e interpretato da Boris Karloff nel ruolo del detective Mr. Mycroft.

## Produzione
Sebbene la sceneggiatura fosse stata originariamente adattata dal romanzo A Taste for Honey di Gerald Heard dal noto autore Robert Bloch, noto soprattutto per il suo romanzo Psycho, i critici hanno sempre deriso il film, citandone la recitazione poco brillante, gli effetti speciali ridicoli e gli errori di continuità.
Bloch attribuì la scarsa riuscita del film al fatto di averlo scritto per Christopher Lee e Boris Karloff, entrambi però indisponibili per problemi di programmazione; e al fatto che il regista Freddie Francis e lo sceneggiatore Anthony Marriott avevano deciso di "migliorare" la sua sceneggiatura. 